# Lethe kinabalensis
Lethe kinabalensis är en fjärilsart som beskrevs av Kiyoshi Okubo 1979. Lethe kinabalensis ingår i släktet Lethe och familjen praktfjärilar. Inga underarter finns listade i Catalogue of Life.